# 韓達德
道格拉斯·理查·赫德，韋斯特維爾的韓達德男爵，CH，CBE，PC（英語：Douglas Richard Hurd, Baron Hurd of Westwell，1930年3月8日—），英國資深的保守黨政治家及小說家。
1979年起，赫德先後在戴卓爾夫人和馬卓安的內閣供職，最後在1995年退休。他是「托利黨改革派」（Tory Reform Group）的支持者，也是「監獄改革基金會」主席。韓達德勳爵雖然已經退休，但仍常活躍於不同的社交場合。